# Nhân Hoài Hoàng hậu
Nhân Hoài Hoàng hậu (chữ Hán: 仁懷皇后; 1102 - 1127), nguyên phối và là Hoàng hậu duy nhất của Tống Khâm Tông Triệu Hoàn.

## Tiểu sử

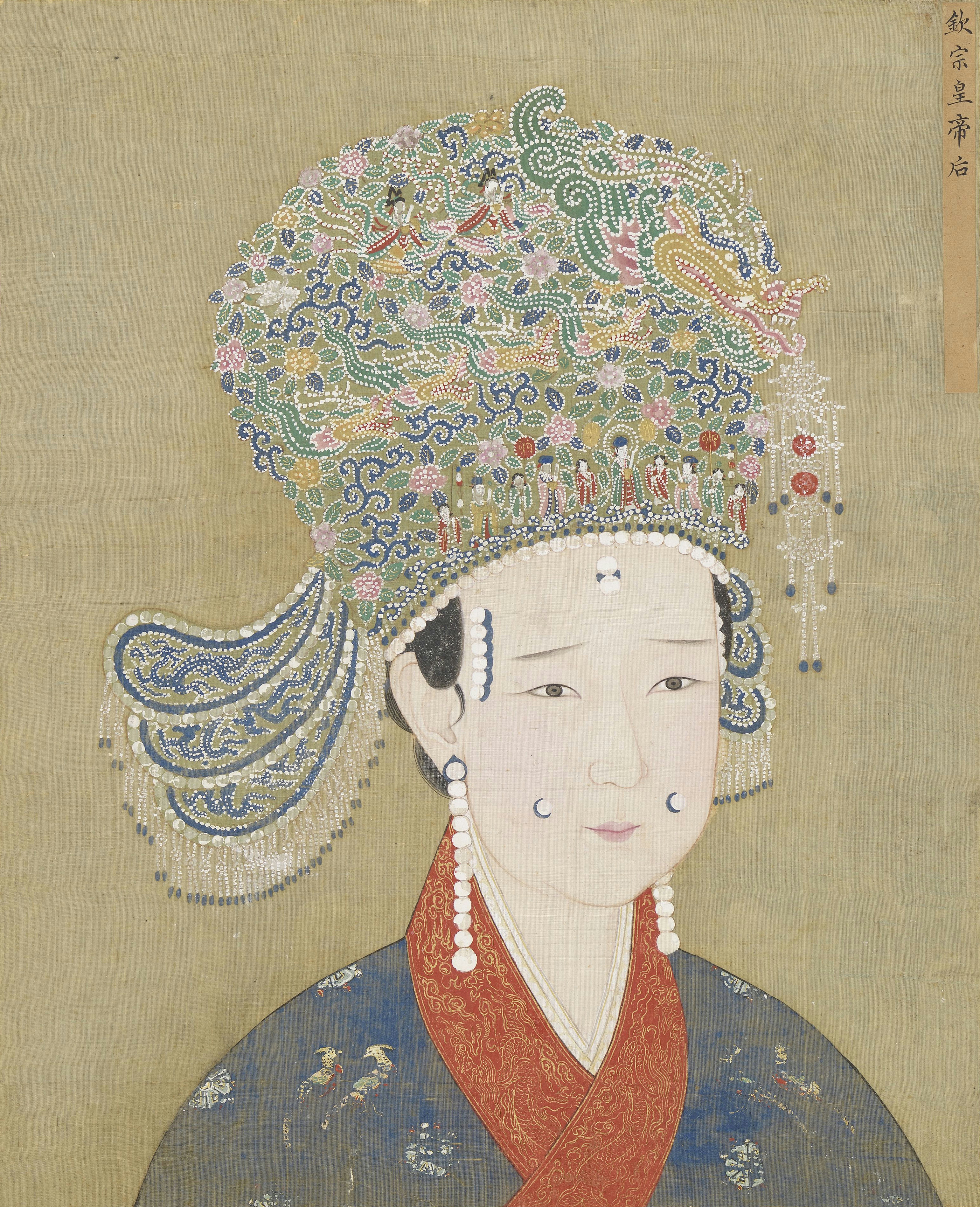
Nhân Hoài Hoàng hậu

Nhân Hoài Hoàng hậu có họ Chu (朱氏), nguyên quán ở Khai Phong, là con gái của Vũ khang quân Tiết độ sứ Chu Bá Tài (朱伯材), người. Bà có hai người anh là Chu Hiếu Tôn (朱孝孫) và Chu Hiếu Chương (朱孝章). Bà còn có một người em gái ruột trở thành phi tần của Tống Khâm Tông là Chu Thận Đức phi (朱慎德妃).
Năm Chính Hòa thứ 6 (1116), bà thành hôn với Tống Khâm Tông khi ông còn là Hoàng thái tử. Năm Tuyên Hòa thứ 7 (1125), Tống Huy Tông thoái vị vì khiếp sợ trước lực lượng của nhà Kim, Tống Khâm Tông kế vị, bà liền được lập làm Hoàng hậu, thống lĩnh hậu cung. Tống Khâm Tông còn truy phong cho cha bà là Chu Bá Tài làm Ân Bình Quận vương (恩平郡王).
Chu Hoàng hậu dung mạo muôn phần kiệt xuất, thiên tư mỹ miều, tính tình lại vô cùng hiền lương, ôn nhu hoà nhã nên rất được Tống Khâm Tông sủng hạnh. Ngoài ra, bà còn có tài hội họa, thi ca, thật hiếm có vị Hoàng hậu nào được như bà.
Năm Tĩnh Khang thứ 2 (1127), Kim Thái Tông cho bắt cả hai cha con Tống Huy Tông và Tống Khâm Tông cùng toàn thể Hậu cung Phi tần, Vương tôn, Công chúa về phương Bắc làm tù binh cho nhà Kim, trong đó có cả Chu Hoàng hậu. Hoàng hậu năm đó mới 25 tuổi, dung mạo vẫn còn xinh đẹp nên thường bị quân Kim bỡn cợt. Tống Huy Tông được giữ lại 5 người vợ trong tổng số hơn 140 hậu phi của ông, trong đó có Hiển Túc Hoàng hậu vì các bà này đều đã lớn tuổi. Còn về Chu Hoàng hậu, khi tới nơi, bà bị bắt phải mặc trang phục của người Kim và ra lệnh cho bà phải đi tắm. Nhục nhã uất hận, bà nhảy xuống nước mà tự sát.
Bà được Kim Thế Tông nhận định là "hoài thanh lý khiết, đắc nhất dĩ trinh, chúng tuý độc tinh, bất khuất kỳ tiết" ngụ ý khen ngợi bà biết giữa tiết tháo, bất khuất trước giặc, ban thuỵ Tĩnh Khang quận Trinh Tiết Phu nhân (靖康郡贞节夫人). Sau khi lên ngôi, Tống Ninh Tông truy tôn Chu Hoàng hậu là Nhân Hoài Hoàng hậu (仁懷皇后), hợp thờ với Tống Khâm Tông ở Thái miếu, sau đó dời vào Cảnh Linh cung (景靈宮).

## Hậu duệ
Nhân Hoài Hoàng hậu hạ sinh cho Tống Khâm Tông một Hoàng tử và một Hoàng nữ:
1. Triệu Kham (赵谌太子; 1117 - 1128), sinh ra dưới thời Tống Huy Tông, được phong Kiểm giáo Thiếu bảo, Thường Đức quân Tiết độ sứ kèm danh hiệu "Sùng Quốc công" (崇国公). Sau khi Tống Khâm Tông tức vị, lập làm Hoàng thái tử chính vị Trữ quân, về sau bị bắt về phương Bắc và bị giết.
2. Nhu Gia Công chúa (柔嘉公主; 1121 - ?), gặp sự biến Tĩnh Khang thì bị bắt đến Ngũ Quốc thành (五國城), về sau không rõ tung tích.